# 安全保障共同体
安全保障共同体（あんぜんほしょうきょうどうたい、Security community）とは、戦争のような大規模な武力の行使が起こりにくいか、もしくはほとんど考えられない地域空間を指す。この用語は、1957年に政治学者カール・ドイッチュによって提示された。古くから存在する概念であるが、安全保障研究の分野において主流概念となることはなかった。しかし冷戦の終結によって、とくにコンストラクティヴィズムの立場を取る研究者によって積極的に取り上げられている。その代表例が、エマヌエル・アドラーとマイケル・バーネットの編著『安全保障共同体』（1998年）である。彼らは、共有されたアイデンティティ・価値・意味、多方面にわたる直接的相互作用、互恵的な長期利益によって安全保障共同体を再定義した。ヨーロッパ連合、米加・米墨関係、アセアン、メルコスールといった地域がこうした安全保障共同体の枠組みで考察されている。

## カール・ドイッチュが提唱した安全保障共同体
安全保障共同体とは、1957年にカール・ドイッチュらが「政治的共同体と北大西洋地域」という研究グループにおいて提唱したのがはじまりである。ドイッチュによれば安全保障共同体はある国家のグループが集合的アイデンティティを有する場合に成立し、その関係性は意見の相違を武力によらずに解決を図ろうとするところにあるとする。
安全保障共同体に属する人々は、共同体意識（sense of community）、相互の共感、信頼、共通利益によって結ばれている。
ドイッチュたちは「北大西洋地域」を事例とした研究書を公刊した。それは、NATO（北大西洋条約機構）を事例としたものではなく、同地域における国々（社会）の間で「共同体意識」が醸成されているか否かに焦点が当てられていた。ドイッチュたちの「安全保障共同体」は「軍事同盟」とは異なる概念として提示・定義されている。
ドイッチュが提唱する安全保障共同体には、合成型(amalgamated)と多元型(pluralistic)の二種類があるとしている。合成型共同体は、2つ以上のユニットが合併し、何らかの共通政府を形成することができるものを指す。対して、多元型共同体は、それを構成する主体が個々の政府を有し独立性を保つ関係であるとしている。
カピーたちは、ドイッチュたちに従って「安全保障共同体」は4つの要件を満たすものを指すという。
1. 共同体を構成するメンバーに武力紛争がなく、紛争の発生が予測されない。
2. メンバー間において軍事競争をせず、また軍拡をしない。
3. 紛争の減少、予防に努め、管理・解決するための取り組みがあること。
4. かなりの政治的経済的な統合

1.2に示されるように、カピーたちが示す「安全保障共同体」の要件は共同体のメンバー同士による武力行使を考えない、しないことがそもそも前提であり、共同体を構成する国家同士の紛争を減少または予防していくことが安全保障共同体の根本的要件といえる。4に示した、政治的経済的統合とは必ずしも超国家的権力の創出を期するものではないが関税同盟や経済連合のような機能的統合は必要としている。

## 文献
- Karl W. Deutsch, Sidney A. Bunrell, Robert A. Kann, and Maurice Lee, Jr., Political Community and the North Atlantic Area: International Organization in the Light of Historical Experience, Princeton University Press, 1957.
- Emanuel Adler and Michael Barnett (eds.), Security Communities, Cambridge: Cambridge University Press, 1998.
- デービッド・カピー、ポール・エバンズ著、福島安紀子著訳『レキシコンアジア太平洋安全保障対話』日本経済評論社、2002年。